# Argentine (Michigan)
Argentine é uma Região censo-designada localizada no estado americano de Michigan, no Condado de Genesee.

## Demografia
Segundo o censo americano de 2000, a sua população era de 2285 habitantes.

## Geografia
De acordo com o United States Census Bureau tem uma área de 
8,5 km², dos quais 6,4 km² cobertos por terra e 2,1 km² cobertos por água.

## Localidades na vizinhança
O diagrama seguinte representa as localidades num raio de 12 km ao redor de Argentine. 